# Jerry Cotton G-man agent C.I.A.
Pour plus de détails, voir Fiche technique et Distribution.
Jerry Cotton G-man agent C.I.A. ou F.B.I (titre allemand : Schüsse aus dem Geigenkasten, Des coups de feu de l'étui de violon) est un film franco-allemand réalisé par Fritz Umgelter, sorti en 1965.
Il s'agit du premier film de la série Jerry Cotton.

## Synopsis
Un gang mené par Christallo et le Dr Kilbourne commet des vols avec homicides à la chanteuse Vivian Bennett à Pasadena et aux Jackson, un couple de fermiers près de Chigago. Mary Springfield, dont la sœur Kitty est une connaissance de Christallo, informe la police avant qu'elle meure, que la prochaine cible sera « une maison avec des enfants ».
Déguisé en clochard sous le nom de Jimmy Logan, Jerry Cotton infiltre le gang. En fait, l'attentat visant une école est planifiée pour détourner l'attention dans le même temps d'une attaque contre l'antiquaire Everett. Avec Kitty Springfield, Jerry Cotton empêche qu'on s'en prenne à l'école mais pas à ce que le gang fuit avec son butin. Il s'ensuit une course-poursuite dans le bassin du port de New York durant laquelle les gangsters sont maîtrisés ou tués par Jerry Cotton, son bras droit Phil Decker ou la police.

## Fiche technique
- Titre : Jerry Cotton G-man agent C.I.A. ou Jerry Cotton G-man agent F.B.I
- Titre allemand : Schüsse aus dem Geigenkasten
- Réalisation : Fritz Umgelter, assisté d'Ingrid Lipowsky
- Scénario : George Hurdalek d'après la série de romans[2]
- Musique : Peter Thomas
- Photographie : Albert Benitz
- Son : Hans Ebel
- Montage : Klaus Dudenhöfer (de)
- Production : Gyula Trebitsch (de)
- Sociétés de production : Constantin Film, Studio Hamburg (de), Allianz Filmproduktion, Les Films Astoria
- Société de distribution : Constantin Film
- Pays d'origine :  Allemagne de l'Ouest,  France
- Langue : allemand
- Format : Noir et blanc - 1,37:1 - Mono - 35 mm
- Genre : Policier
- Durée : 89 minutes
- Dates de sortie :
  -  Allemagne de l'Ouest : 6 mai 1965.
  -  Finlande : 31 décembre 1965.
  -  France : 7 janvier 1966[1].

## Distribution
- George Nader : Jerry Cotton
- Heinz Weiss : Phil Decker
- Hans E. Schons (de) : Christallo
- Franz Rudnick (de) : Dr. Kilborne
- Sylvia Pascal : Kitty Springfield
- Helga Schlack (de) : Helen Calvert
- Helmut Förnbacher : Percy
- Philippe Guégan : Sniff
- Hansi Waldherr (de) : Babe
- Heidi Leupolt (de) : Mary Springfield
- Robert Ratke : Latschek
- Richard Münch : Mr. High

## Source de traduction
- (de) Cet article est partiellement ou en totalité issu de l’article de Wikipédia en allemand intitulé « Schüsse aus dem Geigenkasten » (voir la liste des auteurs).